# فریدریش لودویگ یان
فریدریش لودویگ یان (انگلیسی: Friedrich Ludwig Jahn؛ ۱۱ اوت ۱۷۷۸ – ۱۵ اکتبر ۱۸۵۲) یک ژیمناست اهل آلمان بود.